# Nicolai Jørgensen
Nicolai Jørgensen (ur. 15 stycznia 1991 w Ballerup) – piłkarz duński grający na pozycji napastnika.

## Kariera klubowa
Karierę piłkarską Jørgensen rozpoczął w klubie Skovlunde IF. Trenował też w juniorach Brøndby IF, a następnie w Akademisk BK. W 2009 roku awansował do kadry pierwszej drużyny Akademisk BK, w sezonie 2008/2009 zadebiutował w jego barwach w duńskiej 1. Division. W sezonie 2009/2010 był podstawowym zawodnikiem klubu.
W lipcu 2010 roku Jørgensen podpisał 5-letni kontrakt z niemieckim Bayerem 04 Leverkusen. W Bundeslidze zadebiutował 29 sierpnia 2010 roku w przegranym 3:6 domowym meczu z Borussią Mönchengladbach, gdy w 63. minucie zmienił Tranquilla Barnettę. W sezonie 2010/2011 rozegrał w Bundeslidze 9 meczów. Wiosną 2012 był wypożyczony do 1. FC Kaiserslautern.
Latem 2012 roku Jørgensen przeszedł do FC København. Zadebiutował w tym zespole 15 lipca 2012 w wygranym 4:2 domowym meczu z FC Midtjylland. W sezonach 2012/2013 oraz 2015/2016 wywalczył mistrzostwo Danii, a w sezonach 2014/2015 i 2015/2016 puchar kraju.
W letnim okienku transferowym w 2016 roku przeszedł za 3,5 miliona euro do holenderskiego klubu Feyenoord podpisując 5-letni kontrakt. W lidze holenderskiej zadebiutował 7 sierpnia 2016 roku w wygranym 5:0 spotkaniu z FC Groningen. W tym meczu zdobył również jedną z bramek. W sezonie 2016/2017 został mistrzem Holandii oraz królem strzelców Eredivisie z wynikiem 21 goli, natomiast w 2018 roku zdobył puchar i superpuchar kraju.
24 lipca 2021 roku został zawodnikiem tureckiego zespołu Kasımpaşa SK. W Süper Lig swój pierwszy mecz rozegrał 14 sierpnia 2021 roku z Hatayspor (1:1). 31 stycznia 2022 roku powrócił do FC København. Pod koniec sezonu 2021/2022 ogłoszono, że Jørgensen odejdzie z zespołu z Kopenhagi z powodu niezadowalającej formy.
| Sezon   | Klub                 | Kraj     | Rozgrywki   | Mecze | Bramki |
| ------- | -------------------- | -------- | ----------- | ----- | ------ |
| 2008/09 | Akademisk BK         | Dania    | 1. Division | 8     | 0      |
| 2009/10 | Akademisk BK         | Dania    | 1. Division | 23    | 7      |
| 2010/11 | Bayer 04 Leverkusen  | Niemcy   | Bundesliga  | 9     | 0      |
| 2011/12 | Bayer 04 Leverkusen  | Niemcy   | Bundesliga  | 1     | 0      |
| 2011/12 | 1. FC Kaiserslautern | Niemcy   | Bundesliga  | 5     | 0      |
| 2012/13 | FC København         | Dania    | Superligaen | 27    | 11     |
| 2013/14 | FC København         | Dania    | Superligaen | 16    | 7      |
| 2014/15 | FC København         | Dania    | Superligaen | 25    | 10     |
| 2015/16 | FC København         | Dania    | Superligaen | 31    | 15     |
| 2016/17 | Feyenoord            | Holandia | Eredivisie  | 32    | 21     |
| 2017/18 | Feyenoord            | Holandia | Eredivisie  | 26    | 10     |
| 2018/19 | Feyenoord            | Holandia | Eredivisie  | 24    | 7      |
| 2019/20 | Feyenoord            | Holandia | Eredivisie  | 13    | 5      |
| 2020/21 | Feyenoord            | Holandia | Eredivisie  | 23    | 5      |
| 2021/22 | Kasımpaşa SK         | Turcja   | Süper Lig   | 15    | 2      |
| 2021/22 | FC København         | Dania    | Superligaen | 9     | 1      |

## Kariera reprezentacyjna
W latach 2009–2010 Jørgensen grał w reprezentacji Danii U-18 i reprezentacji Danii U-19. W 2010 roku zaczął występować w kadrze U-21. W 2011 roku zagrał z nią na Mistrzostwach Europy U-21, których Dania była gospodarzem. Na tym turnieju strzelił 1 gola, w grupowym meczu z Białorusią (2:0).
11 listopada 2011 Jørgensen zadebiutował w dorosłej reprezentacji w wygranym 2:0 towarzyskim meczu ze Szwecją. W 2018 został powołany na Mistrzostwa Świata, na których wystąpił w trzech spotkaniach.